# Galba (Suessions)
Pour les articles homonymes, voir Galba (homonymie).
Galba est un roi du peuple des Suessions. Il est nommé à la tête de la coalition des peuples belges qui s'oppose à Jules César en 57 av. J.-C. À la suite de la bataille de l'Aisne et du siège de Noviodunum qui s'ensuit, il doit se soumettre au général romain et son peuple est alors placé sous la tutelle des Rèmes.

## Famille
Après la défaite de la coalition des cités belges, deux de ses fils ont été remis en tant qu'otages à César.

## Roi des Suessions
On ne sait rien de son accession au trône, si ce n'est que l'un de ses prédécesseurs, sinon son prédécesseur direct, Diviciacos (à ne pas confondre avec son homonyme, le célèbre druide Eduens), exerçait au début du Ier siècle av. J.-C. son hégémonie sur l'ensemble des peuples du Belgium et de Gaule belgique ainsi que sur certains peuples de l'île de Bretagne. La monarchie n'étant pas toujours une institution héréditaire chez les peuples gaulois, on ignore si Diviciacos et Galba sont apparentés.
Galba semble hériter en grande partie du prestige de Diviciacos. En 57 av. J.-C. il est placé à la tête de la coalition belge qui s'oppose à César, alors même que les dirigeants bellovaques convoitaient cette place. Néanmoins sa position est rapidement fragilisée par la défection des Rèmes en faveur du général romain. Selon César, les Rèmes partagent avec les Suessions un gouvernement commun avec les mêmes magistrats. Il est donc envisageable que le pouvoir de Galba s'exerce aussi sur le peuple rème.
Galba est nommé chef de la coalition en vertu de ses qualités d'équité (iustitia) et de sagesse (prudentia). Curieusement Dion Cassius, dans son Histoire romaine, place à la tête de la coalition un certain « Adra ».

## La lutte contre César
La coalition belge encercle l'oppidum rème de Bibrax, avant de renoncer au siège pour se lancer à la poursuite de César. La confrontation entre la coalition de Galba et les troupes romaines de Jules César se fait sur les rives de l'Aisne à la frontière entre les Rèmes et les Suessions.
Les Belges perdent le combat et la coalition se disloque sous l'impulsion des Bellovaques, désireux d'aller défendre leur pays attaqué par les Éduens sur ordre de Jules César.
Jules César, après avoir attaqué et dispersé l'arrière-garde de Galba, va assiéger Noviodunum, probable centre de pouvoir du roi suession. Un premier assaut s'avère infructueux, mais quelques travaux de poliorcétique entraînent la reddition des Suessions. L'intercession des Rèmes auprès de César leur permet de sauver leurs vies et d'éviter l'esclavage, mais le général romain prend des otages parmi les nobles, dont deux fils du roi Galba, saisit les armes et place les Suessions sous la tutelle des Rèmes. Il est possible qu'à la suite de ces évènements, les peuples meldes et silvanectes aient également pris leur indépendance de la tutelle des Suessions dont ils n'auraient été jusqu'à ce moment que des pagus.
En conséquence le règne de Galba est le moment dont date l'abaissement, voire le démembrement, de la puissante cité des Suessions. Galba lui-même paraît survivre à ces évènements mais disparaît des documents historiques par la suite.

## Étymologie du nom «Galba»
Le nom « Galba » est davantage connu comme un nom romain, un cognomen essentiellement associé à une branche de la gens Sulpicia. Le plus illustre porteur de ce nom est l'empereur Servius Sulpicius Galba. On connaît aussi un autre Servius Sulpicius Galba, préteur en 54, mais qui auparavant avait servi sous les ordres de César, notamment en pacifiant les peuples alpins et en assurant, entre l'Italie et les Gaules, une route sûre au travers des Alpes.
Selon Suétone dans la langue gauloise Galba signifie « gros », « gras ». On peut comparer cette traduction avec le gaélique ancien Golb : « gros », « pansu ». Le nom Galba est donc usuellement considéré comme étant d'origine celtique. Toutefois on sait que l'une des vertus guerrière celtique est le fait de n'être pas gros et l'on sait que le tour de taille des combattants gaulois était surveillé, ceux-ci étant punis s'ils dépassaient une certaine mesure. Le nom Galba chez les Celtes peut donc paraître inapproprié pour un chef politique et militaire. Une autre traduction possible, issue d'un glissement de sens, pourrait donc être « opulence » ou « prospérité ».